# 조셉 그리핀
조셉 그리핀(Joseph Griffin, 1963년 8월 16일 ~ )은 캐나다의 배우, 영화배우이다.
몬트리올에서 태어났다.

## 방송
- 레디 오어 낫

## 영화
- 엘 코테즈 (2006년)
- 다이렉트 액션 (2004년)
- 디텐션 (2003년)
- 살인의 법칙 (2001년)
- 고잉 백 (2001년)
- 로드레이지 (2000년)
- 스트라이킹 포즈 (1999년)
- 노 콘테스트 2 (1997년)
- 퍼스트 디그리 (1995년)
- 레디 오어 낫 (1993년)
- 죽음의 유혹 (1990년)
- 레니게이드 (1989년)